# Австро-Американа

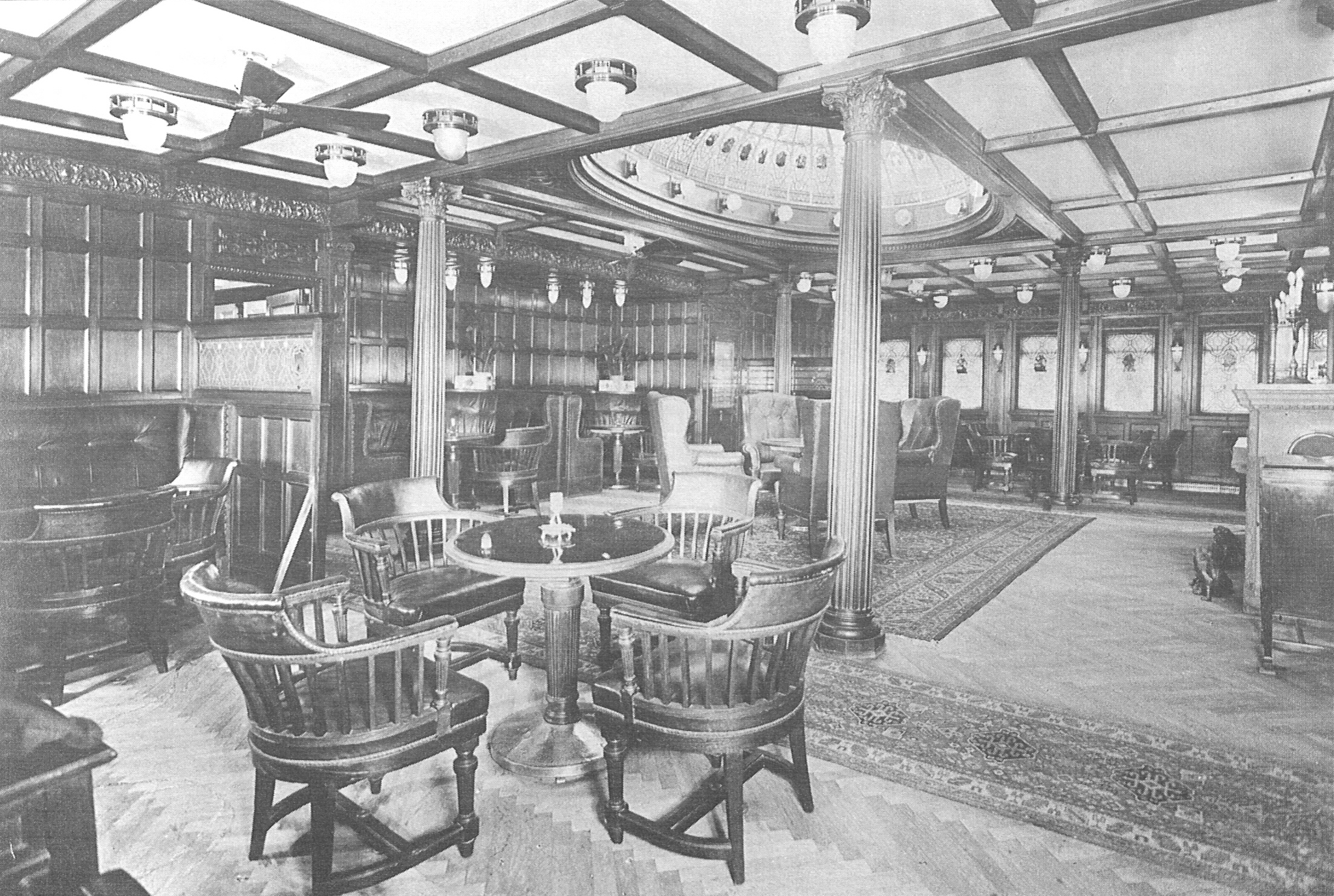
Номер для курців для пасажирів першого класу на крейсері імператора Франца Йосипа I

А́встро-Америќана (нім. Austro-Amerikana) — акціонерна мореплавна компанія заснована в 1894 році австрійським урядом. Осередок компанії місто Трієст. У 1904 році Австро-американа уклала угоду з німецькими мореплавними товариствами, тим самим збільшила акціонерний капітал до 15 мільйонів крон. Пізніше компанія перейшла у підпорядкування Північнонімецькому Ллойду.
Пропаганда компанії до міграції спричинила до другої бразильської гарячки 1908—1910 років у Східній Галичині під час якої емігрували понад 6 тисяч українських селян до Бразилії.

## Львівське відділення
Завдяки концесії на відкриття агентства у Львові компанія розмістила на вулиці Городоцькій. Львівське відділення визначалось зловживаннями, зокрема торгівлею жінками та дітьми яких вивозили за кордон та продавали у рабство.